# Municipio Roma X
El Municipio Roma X es una de los 15 subdivisiones administrativas en las que está dividida la ciudad de Roma. En 2017 su población era de 231 752 habitantes